# Ådals-Liden

Gemeindewappen

Ådals-Liden ist eine ehemalige Gemeinde in Västernorrlands län in Schweden. Der Name kommt von einem Tal, dem Ådal, welches durch den Ångermanälven entstand. Die 1862 eingerichtete Gemeinde existierte bis Ende des Jahres 1970. Hauptort der Gemeinde war Näsåker.
Die Orte der Gemeinde liegen zumeist an der Bahnstrecke Hoting–Forsmo. Der Bahnhof von Näsåker trägt den Namen „Ådalsliden“.